# Bembidion brevistriatum
Bembidion brevistriatum är en skalbaggsart som beskrevs av Hayward. Bembidion brevistriatum ingår i släktet Bembidion och familjen jordlöpare. Inga underarter finns listade i Catalogue of Life.